# Coeliccia axinocercus
Coeliccia axinocercus – gatunek ważki z rodziny pióronogowatych (Platycnemididae).